# Strupovitost hrušně

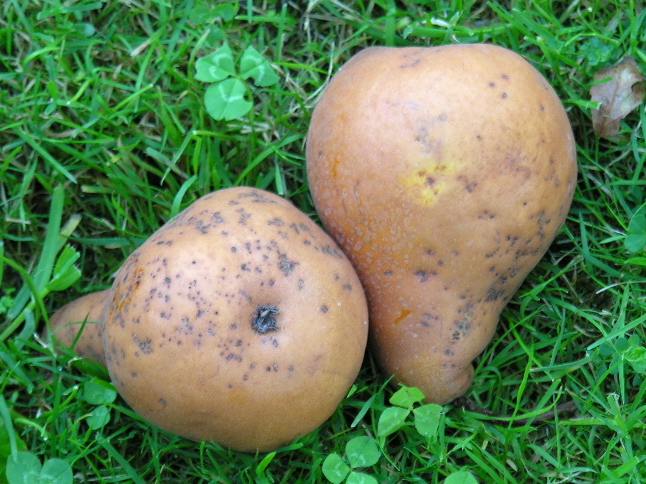
Strupovitost na plodech hrušně.

Strupovitost hrušně je houbová choroba hrušně a jalovce[zdroj?] způsobená houbou Venturia pirina. Cyklus i postižení je podobné strupovitosti jabloně u některých druhů jádrovin způsobované houbou Venturia inaequalis. Choroba poškozuje listy, plody, květy a velmi často i letorosty. 
Choroba ovlivňuje kvalitu plodů a velikost sklizně. Je velmi rozdílná náchylnost u různých odrůd. U starších odrůd je náchylnost k vzniku choroby vyšší. Kultivary hrušek se liší v náchylnosti na strupovitost, ale stejný kultivar odolný v jednom regionu země není odolný v jiné oblasti. Choroba je větším problémem v evropských zemích než v Severní Americe, a jsou zvláště významné obavy v Japonsku.

## Příznaky
Průběh strupovitosti hrušní velmi výrazně ovlivňuje hostitelskou rostlinu. Patogen snižuje asimilační plochu listů a výrazně zvyšuje transpiraci. Na listech způsobuje tmavošedé až černé ostře ohraničené skvrny, které nekrotizují a silně napadené listy opadávají. Skvrny jsou jen na spodní straně listu. Choroba se projevuje rovněž suchými šedočerně ohraničenými skvrnami na plodech. Skvrny na vyvíjejících se plodech bývají často nahloučeny v okolí kališní jamky, jsou zpočátku malé, kruhovité a sametové. Pokožka plodu korkovatí. Plody jsou nevyrovnaným růstem deformovány. Silněji napadené květy a mladé plody opadávají. Větší plody jsou strupovité, deformují se a suché skvrny praskají. Na letorostech v průběhu vegetace vznikají tmavé hnědé sametové skvrny, které zasychají a připomínají rakovinná ložiska (Nectria galligena), také zde borka na letorostech je drsná a praská. Menší větvičky zasychají.

## Vývojový cyklus
Infekce začíná na jaře, kdy vhodné teploty a vlhkost podporuje šíření askospor. Infekce nastávají v období kdy teploty stoupají nad 15 °C. Důležitá je dostatečné ovlhčení listů. Askospory jsou zdrojem a příčinou primárních infekcí. K infekci askosporami dochází pouze ve dne (askospory potřebují k vyklíčení světlo). Askospory bývají zralé v době rašení, nejpozději však ve fázi myšího ouška. Období uvolňování askospor začíná v teplejších oblastech v první (většinou až v druhé dekádě ) dubna, pokračuje během května až do poloviny (výjimečně do konce) června. Masová zralost a největší nebezpečí infekce nastává od fenofáze růžového poupěte a trvá max. 2 týdny po odkvětu. V tomto období se uvolní 90-95 % askospor. Spóry stoupají do vzduchu z půdy na povrch citlivé dřeviny kde klíčí a mohou přímo proniknout přes kutikulu pokožku rostliny. Poté se rozvíjí nepohlavně, nastává stádium množení konídiemi jenž klíčí na nových oblastech hostitelského stromu. Během vegetace vytváří patogen na listech nepohlavní fruktifikační orgány, které jsou zdrojem sekundárních infekcí. Cyklus sekundárních infekcí pokračuje po celé léto, až do doby, než listy a ovoce opadají ze stromu při nástupu zimy. U Venturia pirina přezimují většinou nezralé peritecia, které tvoří novou generaci askospór, jež jsou rozšiřovány následující jaro. Patogen přezimuje na napadených opadaných listech a větvičkách.

## Ochrana rostlin
Vysazování rezistentních odrůd. Mezi rezistentní odrůdy jsou počítány Clappova, Boscova a Pařížanka.
Snížení vlhkosti listů, je třeba zajistit dostatečné vzdušnou korunu stromu prořezáváním a vhodnou agrotechnikou. Důležitá je vyvážená výživa, je třeba se vyhnout hustému olistění. Millsova tabulka pro určení období postřiku proti strupovitosti jablek je použitelná pro určení období postřiku proti strupovitosti hrušní.
Vhodné je omezení infekce z primárních zdrojů - shrabání listí. Během trvajícího nebezpečí infekce od vyrašení do června a to v intervalu 7-14 dní. Interval mezi postřiky je vždy závislý na fungicidu, infekčním tlaku patogena a intenzitě růstu. Maximální ochrana musí být prováděna v období od fenofáze růžového poupěte do maximálně 2. týdne po odkvětu.
Za suchého letního počasí a koncem vegetace je možné používat přípravky preventivně působící. K chemické kontrole může být použita řada sloučenin. Preventivně působí přípravek Polyram WG. Ošetřovat tímto přípravkem je třeba již od fáze zeleného poupěte a podle průběhu počasí tato ošetření opakovat v 7 až 14 denních intervalech až do případného nasazení kurativně působících přípravků.
V období největšího nebezpečí infekce (od konce dubna do konce května) a za deštivého počasí pak přednostně přípravky působící kurativně (léčebně). V ideálním případě lze obě skupiny kombinovat. Dobrý kurativní účinek mají přípravky Baycor 25 WP, Hattrick 50 WP, Mythos 30 SC a Rubigan 12 EC.  Přípravky je nezbytné používat podle návodu, střídat a kombinovat, rezistence patogenní houby může vzniknout rychle, jak tomu již bylo u řady dalších chemických skupin.
Kontaktní fungicidy nejsou náchylné k rezistenci. Měďnaté fungicidy nebo Bordeauxská jícha jsou směsi tradičně používané ale méně účinné než chemické fungicidy. Sirné přípravky poskytují jistou kontrolu. Doba použití a koncentrace se liší podle přípravku.